# Statsejet virksomhed
En statsejet virksomhed er som navnet siger en virksomhed, der er ejet af staten. Statsejede virksomheder adskiller sig fra andre statslige institutioner ved, at de agerer på et marked på markedsvilkår i modsætning til f.eks. et lands militær. At en virksomhed er statsejet, betyder at staten besidder en bestemmende indflydelse på virksomheden.

## Historisk
I mange lande i verden er de store kommunikationsvirksomheder statsejede virksomheder, herunder specielt postvæsnet.

## Danmark
I Danmark findes der flere statsejede virksomheder, typisk indenfor kommunikation, infrastruktur, finans eller kultur. Statens ejerskab af disse virksomheder administreres af et ministeriums departement. Pr. 24. august 2024 er disse ministerier ressortministerier for for forskellige helt eller delvist statsligt ejede selskaber: Finansministeriet, Erhvervsministeriet, Transportministeriet, Kulturministeriet, Miljøministeriet, Klima-, Energi- og Forsyningsministeriet og Uddannelses- og Forskningsministeriet.

## Frankrig
I Frankrig blev flere store virksomheder nationaliseret efter afslutningen af 2. verdenskrig. En del af dem er siden blevet privatiseret, men den franske stat ejer stadigvæk betydelige dele af det franske erhvervsliv.